# Светът на Куест
Светът на Куест е анимационен сериал на Cookie Jar, който се излъчва по Jetix, а след ребрандиране и по Disney XD. Има 2 сезона с общо 26 епизода.

## Герои
- Принц Нестор – Родителите му са изчезнали, но не реагира лошо. Често се забърква в големи каши.

- Куест – Мрази принц Нестор, макар да му е слуга.

- Греър – Обича храната и е много мързелив.

- Гатлинк – Преди с Куест са били врагове, но сега са сдобрени. Храни се само с метал.

- Анна – Познава много магии, но те са често грешни.

- Лорд Спайд – Иска да провали мисията на Куест. Притежава ръмжачи и зъбачи.

- Генерал Огун – Бивш слуга на бащата на принц Нестор, но става злодей, тъй като не е избран за бавачка на принца. Впоследствие става помощник на „Семето на сенките“, който е баща на Лорд Спайд.

## В България
В България сериалът се излъчва по Jetix. През 2012 г. е излъчен със същия дублаж по bTV. Дублажът е на студио Медиа Линк. Ролите се озвучават от Ася Братанова, Светлана Бонин, Симеон Владов и Цанко Тасев.